# Институт языка, литературы и искусства имени Гамзата Цадасы ДНЦ РАН
Институ́т языка́, литерату́ры и иску́сства имени Гамзата Цадасы ДНЦ РАН — научно-исследовательский институт, центр кавказоведения в Дагестане; является продолжателем научной деятельности Института истории, языка и литературы им. Г. Цадасы Дагестанского филиала АН СССР, созданного в 1924 году по инициативе народного комтссара просвещения ДагАССР А. А. Тахо-Годи. В 1992 году постановлением президиума Российской Академии наук ИИЯЛ им. Г. Цадасы разделён на два института: Институт истории, археологии и этнографии ДНЦ РАН (ИИАЭ) и Институт языка, литературы и искусства (ИЯЛИ). Институт располагается в Махачкале на улице Магомета Гаджиева.
Главной целью Института является выполнение фундаментальных научных исследований и прикладных разработок в области языкознания, литературоведения, фольклористики и искусствознания, способствующих сохранению и развитию культурного наследия дагестанских народов, социолингвистический мониторинг языковой жизни в регионе.

## Сотрудники
В институте около 70 научных сотрудников, в том числе:
- Абдуллаев, Иса Халидович, д.фил.н., проф., заслуженный деятель науки РД, г.н.с. отдела лексикологии и лексикографии.
- Аджиев, Абдулаким Магомедович (1940—2019), д.фил.н., проф., заслуженный деятель науки РД, в.н.с. отдела фольклора.
- Атаев, Борис Махачевич, д.фил.н., проф., зав. отделом источниковедения и научной информации.
- Ахмедов, Сулейман Ханович, д.фил.н., проф., заслуженный деятель науки РД, в.н.с. отдела литературы.
- Бамматов, Бурган Гамидович (1926—2014), заслуженный работник культуры РД, с.н.с. отдела лексикологии и лексикографии.
- Вагидов, Абдулла Магомедович (1940—2015), д.фил.н., проф., в.н.с. отдела литературы.
- Гаджиахмедов, Нурмагомед Эльдерханович, д.фил.н., проф., в.н.с. отдела лексикологии и лексикографии.
- Гамзатов, Гаджи Гамзатович (1926—2011), д.фил.н., проф., академик РАН, заслуженный деятель науки РФ и РД, научный руководитель института.
- Гаджиева, Зулхижат Заидовна, д.фил.н., в.н.с. отдела литературы.
- Ганиева, Фаида Абубакаровна, д.фил.н., в.н.с. отдела грамматических исследований
- Гусейнов, Малик Алиевич, д.фил.н., в.н.с. отдела литературы.
- Гюльмагомедов, Ахмедуллах Гюльмагомедович (1936—2015), д.фил.н., заслуженный деятель науки РФ, зав. отделом лексикологии и лексикографии.
- Джидалаев, Нурислам Сиражутинович, д.фил.н., проф., в.н.с. отдела лексикологии и лексикографии.
- Ибрагимова, Мариза Оглановна, д.фил.н., ведущий научный сотрудник отдела грамматических исследований ИЯЛИ ДНЦ РАН, доцент кафедры общего и дагестанского языкознания ДГПУ.
- Курбанов, Магомед Муслимович, д.фил.н., проф., в.н.с. отдела фольклора.
- Магомедов, Магомед Ибрагимович, д.фил.н., проф., директор (2005—2017).
- Магомедов, Амирбек Джалилович, д.и.н., заслуженный деятель науки РД, зам. директора по научной работе, зав. отделом истории искусств.
- Маллаева, Зулайхат Магомедовна, д.фил.н., проф., в.н.с. отдела грамматических исследований.
- Мухамедова, Фатыма Хамзаевна, д.фил.н., в.н.с. центра по изучению литературного наследия Р. Гамзатова.
- Темирбулатова, Сапияханум Муртузалиевна — докт. филол. наук, в.н.с. отдела лексикологии и лексикографии.
- Хайбуллаев, Сиражудин Магомедович, докт. филол. наук, проф., заслуженный деятель науки РФ и РД, г.н.с. отдела литературы.
- Халидова, Мисай Расуловна, д.фил.н., заслуженный деятель науки РД, в.н.с. отдела фольклора.
- Халилов, Маджид Шарипович, главный научный сотрудник отдела лексикологии и лексикографии, доктор.филол.наук, проф., заслуженный деятель науки Российской Федерации и Республики Дагестан,  лауреат Государственной премии РД.
- Шихалиева, Сабрина Ханалиевна, д.фил.н., с.н.с. отдела грамматических исследований.
- Юсупова, Чакар Саидовна (1933—2016), д.фил.н., заслуженный деятель науки РФ и РД, г.н.с. центра по изучению литературного наследия Р. Гамзатова.

## Список основных работ и словарей
- Жирков Л. И. Аварско-русский словарь. М., 1936
- Абдуллаев С. Н. Русско-даргинский словарь: 35000 сл. Махачкала, 1950.
- Гаджиев М. М. Русско-лезгинский словарь. Махачкала, 1950.
- Саидов М. С., Микаилов Ш. И. Русско-аварский словарь. Махачкала, 1951.
- Муркелинский Г. Б. Русско-лакский словарь: Ок. 34000 сл. Махачкала, 1953.
- Абдуллаев С. Н. Грамматика даргинского языка. Фонетика и морфология. Махачкала, 1954.
- Гаджиев М. М. Синтаксис лезгинского языка. Ч. 1. Простое предложение. Махачкала, 1954.
- Микаилов Ш. И. Орфография аварского языка. Махачкала, 1955. На авар. яз.
- Орфографический словарь табасаранского языка / Сост. А. Гаджиев, Б. Г. Ханмагомедов, К. Т. Шалбузов. Махачкала, 1956.
- Микаилов Ш. И. Сравнительно-историческая фонетика аварских диалектов. Махачкала, 1958.
- Ханмагомедов Б. Г.-К. Система местных падежей в табасаранском языке. Махачкала, 1958.
- Микаилов Ш. И. Очерки аварской диалектологии. М., 1959.
- Мейланова У. А. Морфологическая и синтаксическая характеристика падежей лезгинского языка. Махачкала, 1960.
- Русско-кумыкский словарь. / Под ред. З. З. Бамматова. М., 1960.
- Абдуллаев З. Г. Категория падежа в даргинском языке. Махачкала, 1961.
- Гасанова С. М. Глагол в даргинском языке. Махачкала, 1961.
- Мейланова У. А. Очерки лезгинской диалектологии. М., 1964.
- Микаилов Ш. И. Сравнительно-историческая морфология аварских диалектов. Махачкала, 1964.
- Ибрагимов Г. Х. Фонетика цахурского языка. Махачкала, 1965.
- Орфографический словарь даргинского языка / Сост. С. Н. Абдуллаев. Махачкала, 1966.
- Орфографический словарь лезгинского языка / Сост. М. М. Гаджиев. Махачкала, 1966.
- Орфографический словарь аварского языка / Сост. Ш. И. Микаилов. Махачкала, 1966.
- Орфографический словарь лакского языка / Сост. Г. Б. Муркелинский. Махачкала, 1966.
- Талибов Б. Б., Гаджиев М. М. Лезгинско-русский словарь. М., 1966.
- Микаилов Ш. И. Арчинский язык. Махачкала, 1967.
- Саидов М.-С. Дж. Аварско-русский словарь. М.: Советская энциклопедия, 1967.
- Абдуллаев З. Г. Субъектно-объектные и предикативные категории в даргинском языке. Махачкала, 1969.
- Ханмагомедов Б. Г.-К. Очерки по синтаксису табасаранского языка. Махачкала, 1970.
- Магомедов А. М. Кумыкско-русский словарь. М., 1970.
- Мейланова У. А. Гюнейский диалект — основа лезгинского литературного языка. Махачкала, 1970.
- Абдуллаев З. Г. Очерки по синтаксису даргинского языка. М., 1971.
- Гасанова С. М. Очерки даргинской диалектологии. Махачкала, 1971.
- Муркелинский Г. Б. Грамматика лакского языка. Махачкала, 1971.
- Саидова П. А. Годоберинский язык. Махачкала, 1973.
- Муркелинский Г. Б. Языки Дагестана. Махачкала, 1977.
- Ибрагимов Г. Х. Рутульский язык. М., 1978.
- Мусаев М.-С. М. Лексика даргинского языка. Махачкала, 1978.
- Исаев М.-Ш. А. Словосочетания даргинского языка и их изучение в школе. Махачкала, 1982.
- Мусаев М.-С. М. Словоизменительные категории даргинского языка (время и наклонения). Махачкала, 1983.
- Мусаев М.-С. М. Падежный состав даргинского языка (история местных падежей). Махачкала, 1984.
- Абдуллаев З. Г. Проблемы эргативности даргинского языка. М., 1986.
- Исаев М.-Ш. А. Русско-даргинский словарь: Ок. 12000 сл. Махачкала, 1988
- Бамматов З. З. Орфографический словарь кумыкского языка. Махачкала, 1989.
- Джидалаев Н. С. Далекое-близкое. (О языковых, исторических и фольклорных связях народов Дагестана с древними булгарами). Махачкала, 1989.
- Микаилов Ш. И. Орфографический словарь аварского языка. Махачкала, 1989.
- Халилов М. Ш. Вопросы лексики бежтинского языка. Махачкала, 1989. Рукоп. деп. в ИНИОН АН СССР № 40450 от 14.12.1989.
- Джидалаев Н. С. Тюркизмы в дагестанских языках: Опыт историко-этимологического анализа. М., 1990.
- Ибрагимов Г. Х. Цахурский язык. М., 1990.
- Гаджиахмедов Н. Э. Русско-кумыкский словарь. Махачкала, 1991.
- Исаков И. А. Гунзибский язык. Фонетика. Морфология. Лексика. Рукопись депонирована в ИНИОН АН СССР № 45532 от 05.11.1991 г.
- Микаилов К. Ш. Русско-аварский терминологический словарь. Махачкала, 1991.
- Джидалаев Н. С. Русско-лакский словарь: Ок. 12000 сл. Махачкала, 1992.
- Загиров В. М. Русско-табасаранский словарь: Ок. 12000 сл. Махачкала, 1992.
- Исаков И. А., Хайбуллаев М.-Р. М. Русско-аварский словарь. Махачкала, 1992.
- Талибов Б. Б. Русско-лезгинский словарь. Махачкала, 1992.
- Абдуллаев З. Г. Даргинский язык. Т. 1. Фонетика. М., 1993.
- Абдуллаев З. Г. Даргинский язык. Т. 2. Морфология. М., 1993.
- Абдуллаев З. Г. Даргинский язык. Т. 3. Словообразование. М., 1993.
- Сулейманов Н. Д. Сравнительно-историческое исследование диалектов агульского языка. Махачкала, 1993.
- Джидалаев Н. С. Русско-лакский словарь: Ок. 20000 сл. Махачкала, 1994.
- Исаев М.-Ш. А. Структурная организация и семантика фразеологических единиц даргинского языка. Махачкала, 1995.
- Халилов М. Ш. Бежтинско-русский словарь. Махачкала, 1995.
- Кадыраджиев К. С. Сравнительно-историческая лексикология кипчакских языков. Махачкала, 1996.
- Гасанова У. У. Наречие в даргинском языке. Махачкала, 1997.
- Русско-кумыкский словарь / Колл. авторов; Отв. ред. Б. Г. Бамматов. Махачкала, 1997.
- Магомедова П. Т. Чамалинско-русский словарь. Махачкала, 1999.
- Халилов М. Ш. Цезско-русский словарь. М.: Academia, 1999.
- Сулейманов Н. Д. Словообразование и структура слова в восточнолезгинских языках. Махачкала, 2000.
- Джидалаев Н. С. Поэтика лакских эпических песен. Махачкала, 2001.
- Исаков И. А., Халилов М. Ш. Гунзибско-русский словарь. М., 2001.
- Магомедова П. Т., Халидова Р. Ш. Каратинско-русский словарь. Санкт-Петербург, 2001.
- Ханмагомедов Б. Г.-К., Шалбузов К. Т. Табасаранско-русский словарь / Отв. ред. К. К. Курбанов. М., 2001.
- Эфендиев И. И. Иранизмы в лезгинском языке. Махачкала, 2001.
- Абдуллаев И. Х. Очерк исторической морфологии лакского языка: Пособие для студентов. Махачкала, 2002.
- Ганиева Ф. А. Хиналугско-русский словарь. Махачкала, 2002.
- Маллаева З. М. Грамматические категории аварского языка (модальность, залоговость). Махачкала, 2002.
- Сулейманов Н. Д. Глагольная фразеология агульского языка. Махачкала, 2002.
- Абдуллаев И. Х., Эльдарова Р. Г. Вопросы лексики и словообразования лакского языка. Махачкала, 2003.
- Климов Г. А., Халилов М. Ш. Словарь кавказских языков: сопоставление основной лексики. М.: Восточная литература, 2003.
- Магомедов М. И. Субъектно-объектные отношения и категория залога в аварском языке / Отв. ред. М. Е. Алексеев. Махачкала, 2003.
- Мусаев М.-С. М. Даргинский язык. Махачкала, 2003.
- Русско-аварский словарь / Колл. авторов; Отв. ред. С. З. Алиханов. Махачкала, 2003.
- Сулейманов Н. Д. Агульско-русский диалектологический словарь. Махачкала, 2003.
- Абдуллаев И. Х. Орфографический словарь лакского языка. Махачкала, 2004.
- Халилов М. Ш. Грузинско-дагестанские языковые контакты. М.: Наука, 2004.